# Manuel Haro
Manuel Haro Ruiz (Siviglia, 17 aprile 1931 – Jaén, 18 ottobre 2013) è stato un calciatore e allenatore di calcio spagnolo, di ruolo attaccante.

## Carriera
Ha giocato per diversi club di Primera División e Segunda División.